# Wpływ radonu na zdrowie
Wpływ radonu na zdrowie człowieka – radon jest bezbarwnym, bezzapachowym i pozbawionym smaku radioaktywnym gazem szlachetnym występującym naturalnie w środowisku jako produkt rozpadu radu. Jest jedną z substancji o największej masie atomowej, która w normalnych warunkach występuje w gazowym stanie skupienia. Okres połowicznego rozpadu najbardziej stabilnego izotopu 222Rn wynosi 3,8 dnia. Ze względu na silną radioaktywność radon nie jest obiektem badań chemicznych równie często jak inne mniej szkodliwe substancje. Obecnie opisanych jest kilka związków chemicznych radonu. Radon ze względu na jego właściwości radioaktywne jest uznawany za substancję szkodliwą dla zdrowia.
Radon powstaje w ramach występującej w środowisku w sposób naturalny reakcji łańcuchowej rozpadu uranu. Uran jest obecny w środowisku od czasów formowania się planety, a okres połowicznego rozpadu jego najczęściej występującego w środowisku izotopu wynosi 4,5 miliarda lat. Zawartość w środowisku uranu, radu oraz radonu będzie się utrzymywać na analogicznym poziomie przez najbliższe miliony lat.
Radon odpowiada za większość naturalnej ekspozycji na promieniowanie jonizujące o średniej przenikliwości. Po diagnostyce oraz procedurach medycznych radon jest często największym pojedynczym źródłem pochłoniętej dawki promieniowania. Występowanie, a więc i promieniowanie radonu cechuje się bardzo dużym zróżnicowaniem w zależności od miejsca występowania. Wydzielany naturalnie radon może się kumulować w budynkach, zwłaszcza w zamkniętych i źle wentylowanych pomieszczeniach jak poddasza i piwnice. Może być także znaleziony w niektórych źródłach i cieplicach.
Według raportu EPA’s Assessment of Risks from Radon in Homes („Oszacowanie zagrożenia spowodowanego przez radon w domach wykonane przez EPA”) z 2003 roku, sporządzonego przez Environmental Protection Agency w USA, dane środowiskowe potwierdzają występowanie jasnego związku pomiędzy rakiem płuc a dużymi koncentracjami radonu. Raport stwierdza, że radon jest drugą przyczyną raka płuc po paleniu tytoniu; z 21 000 spowodowanych przez radon przypadkami zgonów na raka płuc rocznie w USA. W regionach, gdzie radon jest obecny w dużych stężeniach, jest on uważany za ważną substancję zanieczyszczającą wnętrza budynków.

## Występowanie

### Jednostki

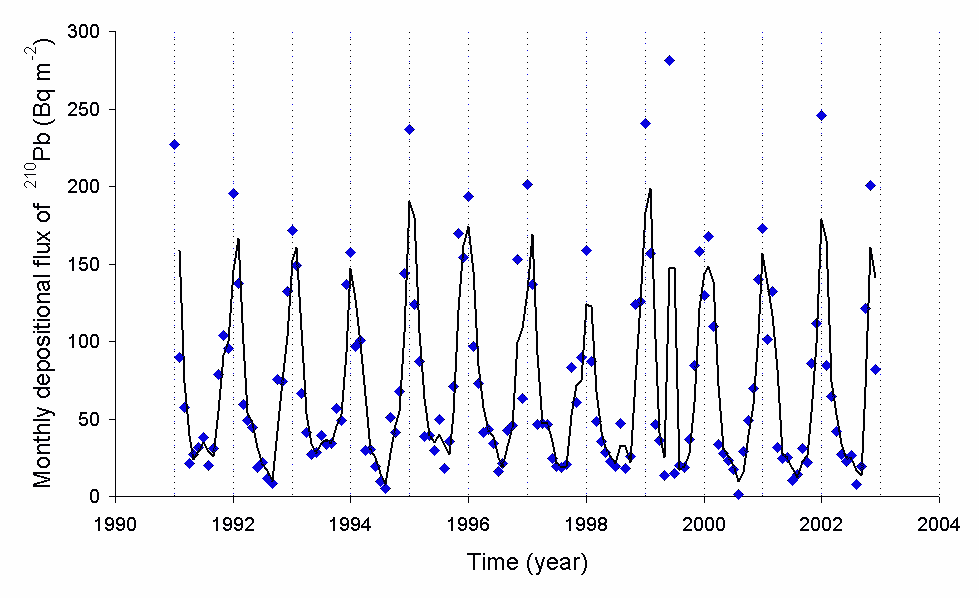
^{210}Pb powstaje w wyniku rozpadu izotopów radonu ^{222}Rn. Na wykresie przedstawiono ilości miesięcznego osadzania się ^{210}Pb w Japonii, obrazujące zróżnicowanie tego procesu w zależności od pory roku

Koncentracja radonu w atmosferze jest zwykle mierzona w bekerelach na metr sześcienny (Bq/m³). Typowa koncentracja radonu wewnątrz budynków wynosi 100 Bq/m³ oraz 10–20 Bq/m³ na przestrzeniach otwartych. W USA stężenia radonu często są mierzone w pikokiurach na litr (pCi/l), będących w proporcji do berkeli 1 pCi/l = 37 Bq/m³.
Przemysł kopalniany tradycyjnie mierzy ekspozycję przy użyciu working level (WL) index, a skumulowaną ekspozycję przy użyciu working level months (WLM). Jeden WL równa się dowolnej kombinacji krótkotrwałych pochodnych 222Rn (218Po, 214Pb, 214Bi oraz 214Po) w litrze powietrza, które emituje 1,3×105 MeV energii alfa; jeden WL jest ekwiwalentem 2,08×10−5 J/m³. Jednostką kumulatywnej ekspozycji zgodną z układem SI jest J·h/m³. Jeden WLM odpowiada 3,6×10−3 J·h/m³. Ekspozycja na 1 WL przez jeden miesiąc pracowniczy (170 godzin) wynosi 1 WLM skumulowanej ekspozycji.
Skumulowana ekspozycja na 1 WLM odpowiada średnio życiu przez rok w atmosferze o stężeniu radonu 230 Bq/m³.

### Występowanie naturalne w środowisku
Stężenia radonu występujące w środowisku naturalnym są zbyt małe, aby mogły być wykryte metodami chemicznymi (dla przykładu stężenie 1000 Bq/m³, które należy uznać za relatywnie wysokie, odpowiada 0,17 pikogramom na metr sześcienny). Przeciętna wielkość stężenia radonu w atmosferze wynosi około 6×10−20 atomów radonu na cząsteczkę powietrza lub około 150 atomów w każdym mililitrze powietrza. Cała aktywność radonu w atmosferze ziemskiej w jednostce czasu jest wywołana przez dziesiątki gramów radonu w wyniku niestabilności substancji szeregu promieniotwórczego biorących udział w procesie rozpadu.

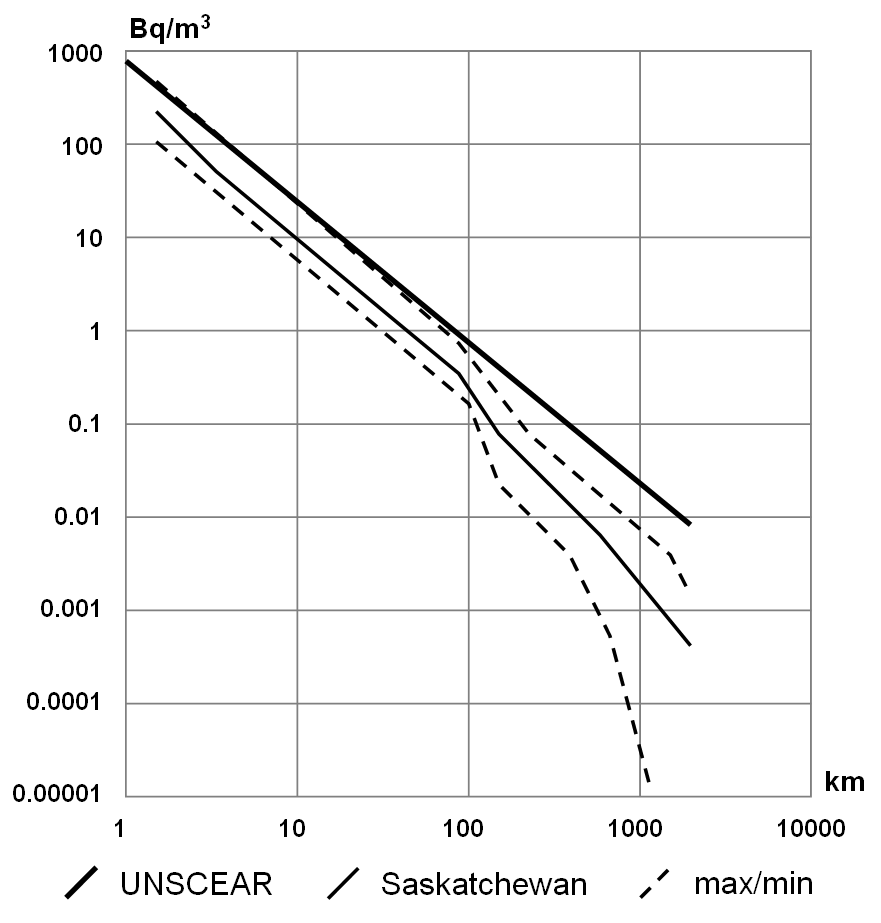
Stężenia radonu zaobserwowane w pobliżu kopalni uranu

Stężenia radonu mogą być bardzo różne w zależności miejsca występowania. W powietrzu na przestrzeniach otwartych wahają się one od 1 to 100 Bq/m³, a nad oceanami osiągają one nawet mniejsze wartości ~ 0,1 Bq/m³. W jaskiniach, napowietrzonych kopalniach oraz mieszkaniach o złej wentylacji stężenie radonu może wynosić nawet 20–2000 Bq/m³.
W kontekście kopalni, stężenia radonu mogą być znacznie wyższe. Regulacje dotyczące wentylacji w USA mają na celu utrzymanie koncentracji radonu w kopalniach uranu poniżej working level oraz poniżej 3 WL (546 pCi 222Rn na litr powietrza; 20,2 kBq/m³ zmierzone od 1976 do 1985) przez 95% czasu. Dla porównania stężenie radonu w niewentylowanym pomieszczeniu uzdrowiskowym w Bad Gastein wynosi średnio 43 kBq/m³ (około 1,2 nCi/L) z maksymalną zarejestrowaną wartością 160 kBq/m³ (około 4,3 nCi/L).
W Polsce dopuszczalne przez prawo stężenia radonu są określane przez prawo pracy, prawo atomowe oraz prawo geologiczne i górnicze. Ochronę przed promieniowaniem jonizującym w budownictwie definiuje Rozporządzenie Ministra Infrastruktury z dnia 12 kwietnia 2002.
Radon jest naturalnie wydzielany z ziemi oraz z niektórych materiałów budowlanych na całym świecie wszędzie tam, gdzie można znaleźć uran lub tor, a zwłaszcza w regionach, gdzie występują granity lub skały łupkowe, w których występują wyższe koncentracje uranu. 2,6 km² ziemi o głębokości 15 cm (jedna mila kwadratowa ziemi o głębokości 6 cali) zawiera średnio 1 gram radu, który emituje małe ilości radonu do atmosfery. W globalnej skali szacuje się, że 2400 kiurów (91 Tbq) radonu jest rocznie emitowane do gleby. Jednak nie wszystkie regiony występowania skał granitowych są regionami zwiększonej emisji radonu. Radon migruje swobodnie poprzez uskoki geologiczne oraz rozdrobnione gleby i może się kumulować w jaskiniach i wodzie. Ze względu na krótki okres połowicznego rozpadu jego stężenia zmniejszają się bardzo szybko w wyniku transportu z obszaru produkcji. Jego zawartość w atmosferze waha się istotnie w zależności od pory roku i pogody. Dla przykładu, zaobserwowano kumulację radonu w powietrzu w warunkach Inwersji termicznej oraz niezbyt silnego wiatru.
Ponieważ stężenia radonu w atmosferze są bardzo niskie, wody powierzchniowe bogate w radon tracą radon w sposób ciągły w wyniku procesu ulatniania. Stąd też wody gruntowe są generalnie bogatsze w radon-222 niż wody powierzchniowe stale zasilane przez pierwiastek produkowany przez radioaktywny rozpad 226Ra obecny w skałach. Podobnie, napowietrzone strefy gleby często charakteryzują się wyższymi zawartościami radonu niż strefy nienapowietrzone, ze względu na dyfuzyjne straty do atmosfery. Niektóre źródła, w tym każde źródła wód termalnych, zawierają znaczne koncentracje radonu. W miasteczkach Boulder w stanie Montana w USA, Misasa w prefekturze Tottori w Japonii, Bad Kreuznach w Nadrenii-Palatynat w Niemczech czy w Japonii jako całości występują bogate w radon źródła emitujące radon. Aby zostać zaklasyfikowane jako radonowe wody mineralne, stężenie radonu musi występować powyżej minimum nCi/L (74 Bq/L) Aktywność radonu sięga 2000 Bq/L w Merano oraz 4000 Bq/L w Lurisia (Włochy).
Radon jest także znajdowany w ropie naftowej. Ponieważ radon posiada podobną krzywą temperatury i ciśnienia do propanu, a rafinerie ropy naftowej oddzielają substancje petrochemiczne w oparciu o ich punkt wrzenia, przewody transportujące świeżo oddzielony propan w rafineriach ropy naftowej mogą stać się czasowo radioaktywne w wyniku zawartości radonu. Odpady przemysłu gazowego i petrochemicznego często zawierają rad oraz produkty jego rozpadu. Skała siarczanowa z odwiertu naftowego może być bogata w rad, a wody, ropa oraz gaz z szybu naftowego często mogą zawierać radon. Produkty rozpadu radonu są substancjami stałymi, które tworzą osady wewnątrz rur. W zakładzie przetwarzającym ropę, teren, gdzie przetwarza się propan, często jest jednym z najbardziej zanieczyszczonych obszarów.

### Kumulacja w mieszkaniach

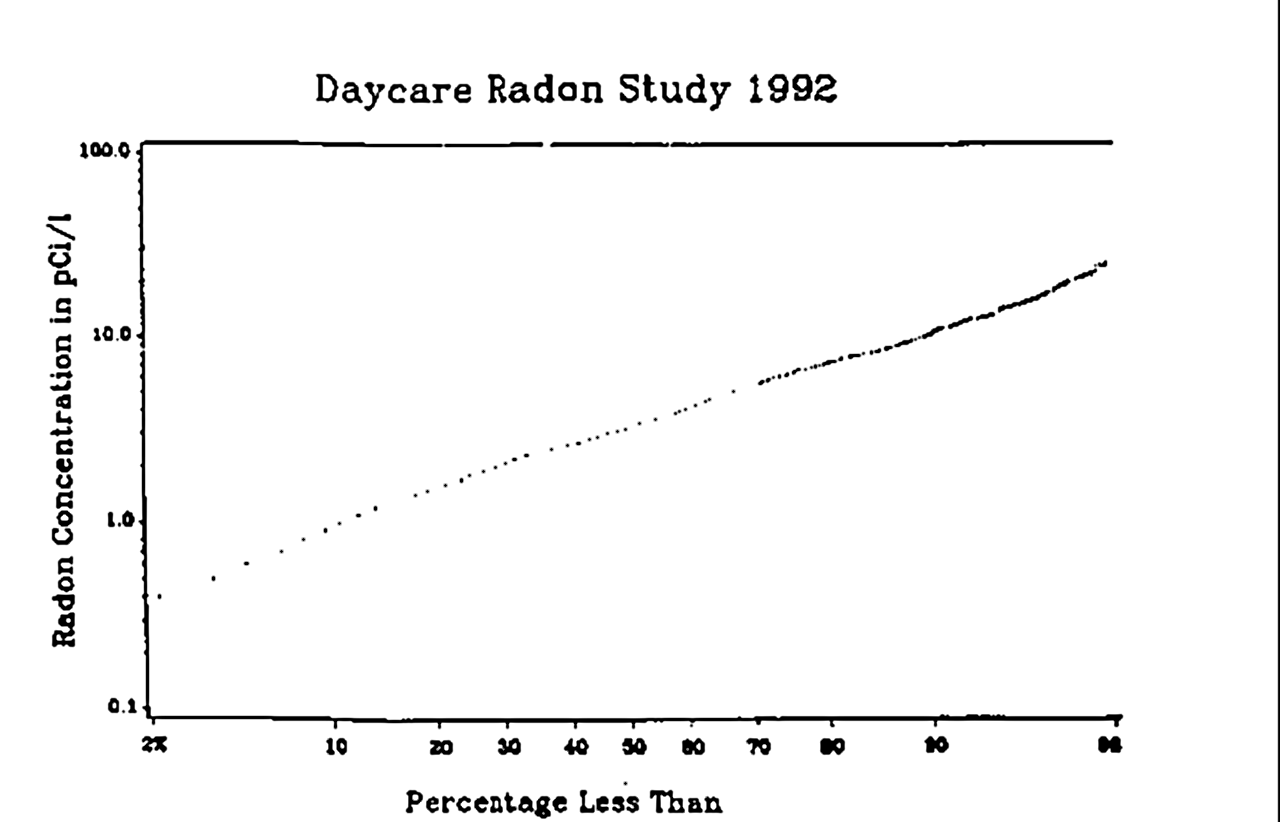
Typowy rozkład logarytmicznie normalny dystrybucji radonu w budynkach mieszkalnych

Typowa ekspozycja w warunkach domowych wynosi około 100 Bq/m³ wewnątrz pomieszczeń i jest silnie determinowana przez specyfikę konstrukcji i wentylacji. Oszacowanie zagrożenia radonem jest skomplikowane także dlatego, że koncentracje w pojedynczej lokalizacji mogą być różne w przypadku dwóch prób mierzonych w odstępie godzinnym, a stężenia mogą się bardzo różnić w dwóch sąsiednich pokojach.
Dystrybucja radonu zwykle jest asymetrycznie rozłożona wokół średniej; większe stężenia mają nieproporcjonalnie większą wagę. Stężenia radonu wewnątrz pomieszczeń zamkniętych zazwyczaj pokrywają się z rozkładem logarytmicznie normalnym na danym terenie, jakkolwiek do określania średnich stężeń radonu zwykle używa się średniej geometrycznej
Średnie koncentracje radonu wahają się od poniżej 10 do ponad 100 Bq/m³ w niektórych krajach europejskich. Typowe geometryczne odchylenia standardowe obserwowane w badaniach wynoszą od 2 do 3, co oznacza (zgodnie z regułą trzech sigm), że oczekiwane stężenie radonu jest ponad stukrotnie większe niż średnie stężenie w 2 do 3% przypadków.
Najwyższe średnie stężenie radonu w USA zostało zaobserwowane w stanie Iowa oraz w Appalachach w południowo-wschodniej Pensylwanii. Jedne z najwyższych kumulacji radonu zaobserwowano w Mallow w Irlandii.

### Zanieczyszczenie biżuterii
Na początku XX wieku złoto zanieczyszczone ołowiem 210Pb ze złotych ziaren używanych w radioterapii, podczas której użyty został 222Rn, zostało stopione i przerobione na niewielką liczbę sztuk biżuterii, takiej jak np. pierścionki, w USA.

## Wpływ na zdrowie

### Przypadki raka u górników

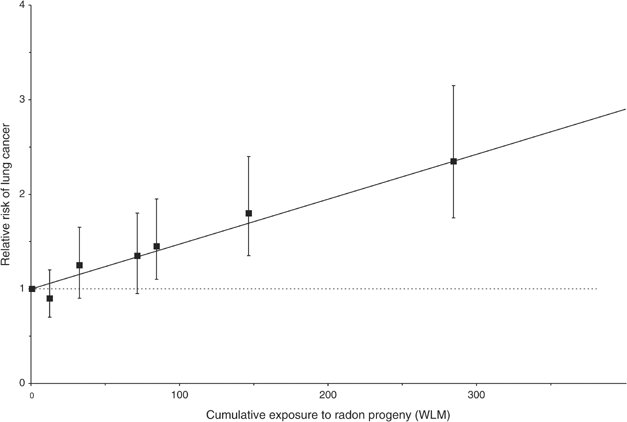
Relatywne zagrożenie rakiem płuc będącym wynikiem ekspozycji na produkty rozpadu radonu (w WLM) na podstawie zgromadzonych danych o 11 załogach górników pracujących pod ziemią. Jakkolwiek duże ekspozycje (>50 WLM) powodują statystycznie istotne zwiększenie liczby zachorowań na raka, to niewielka ekspozycja (10 WLM) nie wykazuje podobnej korelacji, a nawet wydaje się mieć niewielkie efekt korzystny (zobacz Hormeza radiacyjna).

Efekty zdrowotne wystawienia na działanie radonu w kopalniach, gdzie ekspozycja sięga 1 mln Bq/m³, mogą zostać rozpoznane w opisie Paracelsusa z 1530 roku dot. wyniszczającej choroby mala metallorum dotykającej górników. W tamtym okresie radon nie był uważany za przyczynę choroby, jako że ani pierwiastek, ani jego promieniotwórczość nie zostały jeszcze odkryte. Jako środek zapobiegawczy mający na celu uniknięcie tej choroby górniczej (Bergsucht) mineralog Georg Agricola w 1879 zalecał wentylację kopalń. Ostatecznie choroba została zidentyfikowana jako rak płuc na podstawie badań górników ze Schneeberg w Niemczech przez Hertinga i Hessego.
Radon jest szczególnie znaczącym problemem w górnictwie uranu: istotne statystycznie zwiększenie częstości zachorowania na raka płuc w stosunku do ogółu społeczeństwa zostało zaobserwowane w rezultacie badań epidemiologicznych górników kopalń uranu i innych w latach 40. i 50. XX wieku.
Pierwsze merytoryczne badania wpływu radonu na zdrowie w kontekście kopalnictwa uranu zostały przeprowadzone początkowo w okolicach Jachymowa w Czechach, a następnie w południowo-zachodnich USA w początkowym okresie zimnej wojny. Ponieważ radon jest produktem radioaktywnego rozpadu uranu, może występować w dużych koncentracjach w podziemnych kopalniach uranu. W latach 50. ubiegłego wieku odnotowano wiele przypadków raka płuc oraz innych chorób wśród górników kopalni uranu w regionie Four Corners w USA będących prawdopodobnie konsekwencją ekspozycji na duże koncentracje radonu. Zwiększoną zachorowalność na raka płuc obserwowano zwłaszcza wśród rdzennych Amerykanów oraz mormonów, ponieważ w tych grupach społecznych w normalnych warunkach rak płuc występuje stosunkowo rzadko. Standardy bezpieczeństwa wymagające kosztownej wentylacji nie były powszechnie stosowane ani egzekwowane w tamtym okresie.
Badania przeprowadzone na grupie górników narażonych na działanie radonu o stężeniu 50 do 150 pikokiurów na litr powietrza (2000–6000 Bq/m³) przez okres około 10 lat wykazały zwiększoną zapadalność na raka płuc. Statystycznie istotne zwiększenie zachorowalności na raka płuc zaobserwowano po kumulatywnej ekspozycji poniżej 50 WLM. Niewyjaśniona jednak pozostaje niejednorodność tych wyników (których przedziały ufności nie zawsze się pokrywają). Wielkość odnotowanych zwiększeń częstości zachorowań na raka płuc związanych z działaniem radonu różni się o ponad rząd wielkości pomiędzy różnymi badaniami.
Niepowtarzalność wyników jest prawdopodobnie wynikiem m.in. błędów systematycznych popełnianych podczas szacowania rozmiaru ekspozycji lub niewziętych pod uwagę różnic pomiędzy badanymi populacjami (genetycznych, w stylu życia itp.). Należy rozważyć kilka czynników, które mogą być mylące w świetle przytoczonych badań: narażenie na działanie innych czynników szkodliwych, przynależność do różnych grup etnicznych, palenie tytoniu czy doświadczenie zawodowe. Przypadki zachorowań będące obiektem badań mogą być także wynikiem narażenia na działanie krzemionki, dymu tytoniowego, innych zanieczyszczeń lub innych przyczyn. Większość górników objętych badaniami jest palaczami tytoniu oraz jest narażona podczas pracy na inhalację pyłów oraz innych zanieczyszczeń. Ponieważ zarówno radon, jak i dym tytoniowy są przyczynami raka płuc, a działanie rakotwórcze tytoniu jest znacznie silniejsze niż radonu, oszacowanie efektu rakotwórczego tych substancji jest skomplikowane i w przypadku mylnej interpretacji może być przyczyną zafałszowania wyników.
Obecnie w celu redukcji stężeń radonu w najbardziej zagrożonych kopalniach, które kontynuują wydobycie, stosuje się różne środki zapobiegawcze jak wentylację. W ostatnich latach średnie roczne ekspozycje górników kopalni uranu spadły do poziomów podobnych do koncentracji obserwowanych w niektórych budynkach mieszkalnych. Spowodowało to zmniejszenie ryzyka zachorowania na raka związanego z ekspozycją na radon, jakkolwiek radon ciągle stanowi problem zarówno dla aktywnych zawodowo górników pracujących w kopalniach, w których pojawia się radon, jak i górników zatrudnionych w tych kopalniach w przeszłości. Stężenia radonu są obecnie znacznie niższe niż w początkowych latach eksploatacji, a prawdopodobieństwo wykrycia koncentracji stwarzających zagrożenie dla pracujących w kopalni górników jest niewielkie.
Innym czynnikiem wprowadzającym błąd jest koncentracja rakotwórczego pyłu (takiego jak pył kwarcowy), którego stężenie zależy od wydajności systemu wentylacji. Przypadki raka płuc u górników mogą być częściowo lub całkowicie wywołane przez ekspozycję na wysokie stężenia pyłów w wyniku nieefektywnej wentylacji.

### Wpływ na zdrowie
Radon 222Rn został zaklasyfikowany jako substancja rakotwórcza przez International Agency for Research on Cancer, chociaż istnieje wiele badań przeczących tej tezie. We wrześniu 2009 roku WHO zaleciła stosowanie maksymalnego poziomu dopuszczalnego radonu nie przekraczającego 100 Bq/m³, wzywając do poprawienia procedur pomiarowych oraz programów ochronnych, a także udoskonalenia prawa budowlanego mającego na celu ograniczenie przedostawania się radonu do budynków na etapie konstrukcji. Zaobserwowano zwiększoną zachorowalność na raka wśród pewnej liczby załóg górników pracujących w kopalniach, gdzie byli narażeni na działanie radonu oraz produktów jego rozpadu. Istnieją wystarczające dowody, aby stwierdzić kancerogenne działanie radonu i produktów jego rozpadu.
Podstawową drogą dostawania się promieniowania radonu do organizmu jest jego inhalacja. Promieniotwórczość radonu działa w sposób niebezpośredni: zagrożenie zdrowia nie jest wywoływane przez radon sam w sobie, a raczej jest rezultatem jego rozpadu. Podstawowym czynnikiem patogennym dla ciała człowieka jest radioaktywność radonu, pociągająca za sobą w konsekwencji ryzyko rozwinięcia się nowotworu. Jedynym typem choroby nowotworowej wywołanej narażeniem na działanie radonu, jaką się uda zaobserwować, jest rak płuc; badania przeprowadzone zarówno na ludziach, jak i zwierzętach wskazują jednoznacznie, że płuca oraz cały układ oddechowy są pierwotnym miejscem toksyczności produktów rozpadu radonu.
Radon charakteryzuje się krótkim okresem połowicznego rozpadu (3,8 dnia) i ulega rozpadowi na promieniotwórcze nuklidy występujące w warunkach naturalnych w stałym stanie skupienia. Dwa z tych produktów rozpadu: polon-218 oraz polon-214 stanowią poważne zagrożenie radiacyjne. W przypadku inhalacji radonu, gaz ulega rozpadowi w drogach oddechowych, powodując osadzanie się radioaktywnego polonu w otaczających tkankach. W przypadku, kiedy inhalacji ulega pył lub aerozol zawierający produkty rozpadu radonu, jego depozycja w systemie oddechowym zależy w znacznej mierze od zachowania się cząsteczek w płucach. Mniejsze cząsteczki przedostają się głębiej do płuc, podczas gdy większe – dziesiątki do tysięcy cząsteczek o wielkości rzędu mikrometrów często osadzają się wyżej w drogach oddechowych i zostają usunięte z organizmu w ramach procesu oczyszczania dróg oddechowych ze śluzu. Zdeponowane w płucach cząsteczki ulegają dalszemu rozpadowi radioaktywnemu, emitując promieniowanie alfa, a także niewielkie ilości promieniowania gamma, prowadząc do uszkodzenia komórek płuc poprzez powstawanie wolnych rodników lub uszkodzeń DNA, prawdopodobnie wywołując mutacje, które mogą stać się nowotworami. W dodatku w wyniku połknięcia oraz przedostawania się radonu przez membrany płucne do krwiobiegu, radioaktywne patogeny mogą być transportowane do innych części organizmu.
Ryzyko zachorowania na raka płuc wywołane paleniem tytoniu jest znacznie wyższe niż ryzyko zachorowania w wyniku wdychania radonu kumulującego się w pomieszczeniach zamkniętych. Jakkolwiek część przypadków zachorowań na nowotwór płuc u palaczy ma podłoże mieszane i jest także wynikiem ekspozycji na działanie radonu. Zasadniczo uważa się, że działanie rakotwórcze dymu tytoniowego i radonu są synergiczne, to znaczy, że efekt ich wspólnego działania patogennego przekracza sumę efektów oddziaływań indywidualnych. Dzieje się tak, ponieważ produkty rozpadu radonu mogą z łatwością osadzić się na cząsteczkach dymu i pyłu, które z kolei stają się dla nich nośnikiem migracji w głębsze części układu oddechowego. Nie wiadomo, czy radon powoduje inne typy chorób nowotworowych poza rakiem płuc, choć niedawne badania sugerują konieczność weryfikacji związku pomiędzy zachorowalnością na białaczkę a ekspozycją na radon.
Efekty zdrowotne radonu znajdującego się w pożywieniu oraz wodzie pitnej pozostają nieznane. W przypadku wypicia wody zawierającej rozpuszczony radon, biologiczny okres usunięcia połowy przyjętego radonu z organizmu wynosi 30 do 70 minut. Ponad 90% pochłoniętego radonu jest usuwane w wyniku oddychania w przeciągu 100 minut. Po 10 godzinach jedynie 1% wchłoniętego radonu pozostaje niewydalony z organizmu.

### Radon w budynkach

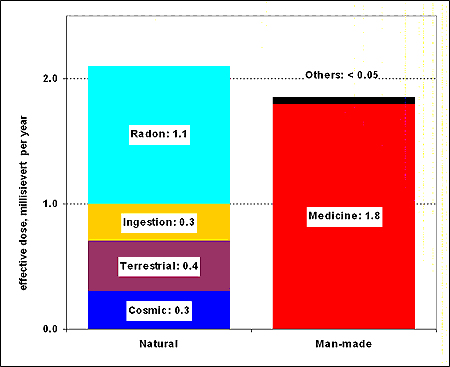
Średnie dawki promieniowania obserwowane w Niemczech. Radon jest źródłem połowy naturalnego promieniowania, a dawki promieniwania pochodzenia medycznego osiągają podobne wartości do promieniowania pochodzenia naturalnego.

Radon naturalnie występujący glebie i skałach jest największym naturalnym źródłem promieniowania i jest źródłem około 55% rocznej dawki promieniowania ze źródeł naturalnych. Stężenie radonu jest różne w różnych lokalizacjach i jest w znacznej mierze uzależnione od lokalnego podłoża skalnego i gleby.
Radon występujący w koncentracjach spotykanych w kopalniach został zidentyfikowany w latach 80. ubiegłego wieku jako substancja rakotwórcza na podstawie badań statystycznych dot. raka płuc u górników. Pomimo że wystawienie na działanie radonu i produktów jego rozpadu pociąga za sobą istotne ryzyko, rocznie tysiące ludzi celowo schodzą do kopalń skażonych radonem w celach leczniczych bez poważnych negatywnych efektów zdrowotnych.
Radon jako naturalne źródło promieniowania stanowi obiekt badań, ponieważ choć występuje dość rzadko, to w miejscach, gdzie się pojawia, zwykle występuje w wysokich stężeniach. W niektórych z tych regionów, takich jak części Kornwalii czy Aberdeenshire naturalne poziomy promieniowania są tak wysokie, że nie można tam budować ośrodków jądrowych, ponieważ już w momencie otwarcia przekraczałyby one dopuszczalne limity promieniowania. Promieniowanie jest tam tak duże, że zgodnie z obowiązującym prawem naturalna okrywa glebowa i skalna powinny zostać usunięte jako odpady o niskiej radioaktywności. Ludzie zamieszkujący wspominane tereny mogą otrzymywać rocznie dawki promieniowania do 10 mSv.